# Sarmatia devia
Sarmatia devia là một loài bướm đêm trong họ Erebidae.